# Észak-Macedónia az Eurovíziós Dalfesztiválokon
Észak-Macedónia eddig huszonegy alkalommal vett részt az Eurovíziós Dalfesztiválon.
A macedón műsorsugárzó a Makedonska Radio Televizija, amely 1993-ban lett tagja az Európai Műsorsugárzók Uniójának, és 1998-ban csatlakozott a versenyhez.
1961 és 1992 között Jugoszlávia részeként vett részt, viszont Észak-Macedónia az egyetlen a volt tagállamok közül, melynek egyszer sem sikerült elnyernie a jogot, hogy Jugoszláviát képviselje.

## Története

### Évről évre
Észak-Macedónia először 1996-ban jelentkezett a versenyre, de ekkor nem jutottak tovább az előválogatóból. A nemzetközi versenyen 1998-ban vehettek részt először.
Az első szereplések sikertelenek voltak, az 1993 és 2003 között érvényben lévő kieséses rendszer értelmében minden második évet ki kellett hagyniuk az előző évek rossz eredményei miatt.

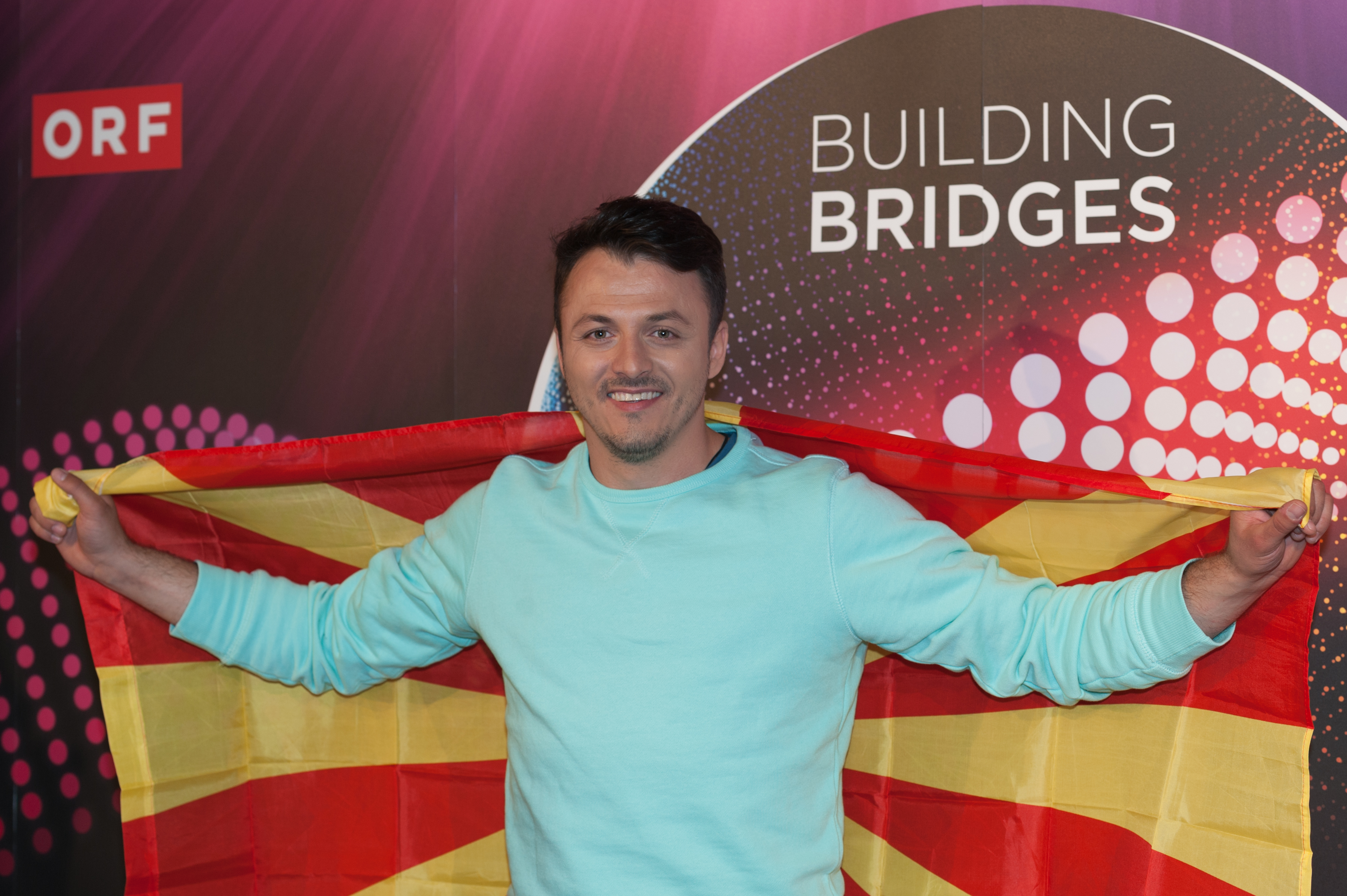
Daniel Kajmakoski a bécsi versenyen

A 2004-ben bevezetett elődöntők alatt sorozatban négyszer sikerült a döntőbe jutniuk, ott azonban nem tudtak az első tízben végezni. 2008-ban módosítottak a verseny szabályain: a korábbi egy elődöntő helyett két kisebb létszámút rendeztek, amelyben a házigazda és a Négy Nagy kivételével mindenkinek részt kell vennie, és csak az első kilenc jutott tovább. A tizedik továbbjutót a háttérzsűrik pontszáma alapján választották ki. Macedónia 2008-ban és 2009-ben is a tizedik helyen végzett, de a zsűri szabadkártyáját Svédország, illetve Finnország kapta, így ők nem kerültek be a döntőbe. 2010-ben és 2011-ben szintén nem jutottak tovább, előbbinél 15., utóbbinál eggyel rosszabb, 16. helyen zártak. 2012-ben viszont sikerült bejutniuk, és a döntőben a 13. helyen végeztek. A következő hat évben ismét kiestek az elődöntőkből. 2019-ben már hivatalosan is Észak-Macedónia névvel indult az ország, amikor ismét sikerült döntőbe jutniuk, és az elődöntő harmadik helye után a zsűri pontozást megnyerték, de végül 7. helyen végeztek a fináléban. Ez számít az ország legjobb eurovíziós eredményének.
2020-ban Vasil képviselte volna az országot, azonban március 18-án az Európai Műsorsugárzók Uniója bejelentette, hogy 2020-ban nem tudják megrendezni a versenyt a COVID–19-koronavírus-világjárvány miatt. A macedón műsorsugárzó jóvoltából végül újabb lehetőséget kapott az ország képviseletére a következő évben. Az énekesnek végül nem sikerült továbbjutnia a döntőbe, összesítésben utolsó előtti helyen végeztek. 2022-ben sem jutottak tovább, ekkor tizenegyedikek lettek. 2023-ban visszalépnek a versenytől.

### Nyelvhasználat
A nyelvhasználatot korlátozó szabály 1999-ig volt érvényben, vagyis Macedónia 1998-as debütálásakor még kötelezően az ország hivatalos nyelvén, macedónul kellett énekelniük, de utána már szabadon megválaszthatták az indulók, hogy milyen nyelvű dallal neveznek.
Észak-Macedónia eddigi huszonegy versenydalából tíz angol nyelvű, hat macedón nyelvű, négy macedón és angol kevert nyelvű, egy pedig macedón és cigány kevert nyelvű volt.

### Nemzeti döntő
A macedón nemzeti döntő a SkopjeFest nevet viselte, és az ország debütálása óta majdnem minden alkalommal megrendezték. A döntőt 2015-ben rendezték meg utoljára, azóta belső kiválasztással dönt az ország műsorsugárzója a macedón képviselőkről.
A döntőt eleinte húsz, később tizenöt előadó részvételével rendezték, és közülük a nézők telefonos szavazással, vagy pedig a nézők és egy zsűri közösen választották ki az indulót.
Egyedül 2004-ben nem rendeztek több előadót szerepeltető nemzeti döntőt, Toše Proeski énekelt nyolc dalt, és ezek közül választották ki indulójukat. 2012 óta a belső kiválasztás rendszerét alkalmazza a közszolgálati televízió, ez alól kivétel volt 2015, hiszen akkor megrendezésre került a SkopjeFest.
2022-ben a Za Evrosong elnevezésű műsorban választották ki a macedón előadót és a dalt.

## Résztvevők
| Év   | Előadó                   | Dal                  | Magyar fordítás          | Döntő                          | Pontszám                       | Elődöntő           | Pontszám           |
| ---- | ------------------------ | -------------------- | ------------------------ | ------------------------------ | ------------------------------ | ------------------ | ------------------ |
| 1996 | Kaliopi                  | Samo ti              | Csak te                  | Nem jutott ki a dalfesztiválra | Nem jutott ki a dalfesztiválra | Nem volt elődöntő  | Nem volt elődöntő  |
|      |                          |                      |                          |                                |                                | Nem volt elődöntő  | Nem volt elődöntő  |
| 1998 | Vlado Janevski           | Ne zori, zoro        | Hajnal, ne jöjj el       | 19.                            | 16                             | Nem volt elődöntő  | Nem volt elődöntő  |
|      |                          |                      |                          |                                |                                | Nem volt elődöntő  | Nem volt elődöntő  |
| 2000 | XXL                      | 100% te ljubam       | 100%-ig szeretlek        | 15.                            | 29                             | Nem volt elődöntő  | Nem volt elődöntő  |
|      |                          |                      |                          |                                |                                | Nem volt elődöntő  | Nem volt elődöntő  |
| 2002 | Karolina                 | Od nas zavisi        | Rajtunk múlik            | 19.                            | 25                             | Nem volt elődöntő  | Nem volt elődöntő  |
|      |                          |                      |                          |                                |                                | Nem volt elődöntő  | Nem volt elődöntő  |
| 2004 | Toše Proeski             | Life                 | Élet                     | 14.                            | 47                             | 10.                | 71                 |
| 2005 | Martin                   | Make My Day          | Tedd teljessé a napomat  | 17.                            | 52                             | 9.                 | 97                 |
| 2006 | Elena Risteska           | Ninanajna            | —                        | 12.                            | 56                             | 10.                | 76                 |
| 2007 | Karolina                 | Mojot svet           | Az én világom            | 14.                            | 73                             | 9.                 | 97                 |
| 2008 | Tamara, Vrčak és Adrijan | Let Me Love You      | Engedd, hogy szeresselek | Nem jutott be a döntőbe        | Nem jutott be a döntőbe        | 10.                | 64                 |
| 2009 | Next Time                | Nešto što kje ostane | Valami, ami megmarad     | Nem jutott be a döntőbe        | Nem jutott be a döntőbe        | 10.                | 45                 |
| 2010 | Gjoko Taneski            | Jas ja imam silata   | Van hatalmam             | Nem jutott be a döntőbe        | Nem jutott be a döntőbe        | 15.                | 37                 |
| 2011 | Vlatko Ilievski          | Rusinka              | Orosz lány               | Nem jutott be a döntőbe        | Nem jutott be a döntőbe        | 16.                | 36                 |
| 2012 | Kaliopi                  | Crno i belo          | Fekete és fehér          | 13.                            | 71                             | 9.                 | 53                 |
| 2013 | Esma és Lozano           | Pred da se razdeni   | Napfelkelte előtt        | Nem jutott be a döntőbe        | Nem jutott be a döntőbe        | 16.                | 28                 |
| 2014 | Tijana                   | To the Sky           | Az égig                  | Nem jutott be a döntőbe        | Nem jutott be a döntőbe        | 13.                | 33                 |
| 2015 | Daniel Kajmakoski        | Autumn Leaves        | Őszi levelek             | Nem jutott be a döntőbe        | Nem jutott be a döntőbe        | 15.                | 28                 |
| 2016 | Kaliopi                  | Dona                 | Donna                    | Nem jutott be a döntőbe        | Nem jutott be a döntőbe        | 11.                | 88                 |
| 2017 | Jana Burčeska            | Dance Alone          | Egyedül táncolok         | Nem jutott be a döntőbe        | Nem jutott be a döntőbe        | 15.                | 69                 |
| 2018 | Eye Cue                  | Lost and Found       | Elveszett és megtalált   | Nem jutott be a döntőbe        | Nem jutott be a döntőbe        | 18.                | 24                 |
| 2019 | Tamara Todevska          | Proud                | Büszke                   | 7.                             | 305                            | 2.                 | 239                |
| 2020 | Vasil                    | You                  | Te                       | Elmaradt a verseny             | Elmaradt a verseny             | Elmaradt a verseny | Elmaradt a verseny |
| 2021 | Vasil                    | Here I Stand         | Itt állok                | Nem jutott be a döntőbe        | Nem jutott be a döntőbe        | 15.                | 23                 |
| 2022 | Andrea                   | Circles              | Körök                    | Nem jutott be a döntőbe        | Nem jutott be a döntőbe        | 11.                | 76                 |
|      |                          |                      |                          |                                |                                |                    |                    |

### Visszaléptetett indulók
| Év   | Előadó         | Dal      | Magyar fordítás |
| ---- | -------------- | -------- | --------------- |
| 2013 | Esma és Lozano | Imperija | Birodalom       |

## Szavazástörténet

### 1998–2022
| Hely | Ország              | Pont |
| ---- | ------------------- | ---- |
| 1.   | Szerbia             | 150  |
| 2.   | Albánia             | 127  |
| 3.   | Olaszország         | 86   |
| 4.   | Törökország         | 79   |
| 5.   | Horvátország        | 77   |
| 6.   | Bosznia-Hercegovina | 66   |
| 7.   | Oroszország         | 64   |
| 8.   | Ukrajna             | 63   |
| 9.   | Bulgária            | 59   |
| 10.  | Svédország          | 58   |

| Hely | Ország                | Pont |
| ---- | --------------------- | ---- |
| 1.   | Horvátország          | 74   |
| 2.   | Szlovénia             | 52   |
| 3.   | Albánia               | 48   |
| 4.   | Szerbia               | 46   |
| 5.   | Bosznia-Hercegovina   | 43   |
| 6.   | Románia               | 32   |
| 7.   | Montenegró            | 31   |
| 8.   | Szerbia és Montenegró | 27   |
| 9.   | Svájc                 | 27   |
| 10.  | Bulgária              | 25   |

Észak-Macedónia még sosem adott pontot a döntőben a következő országnak: Szlovákia
Észak-Macedónia még sosem kapott pontot a döntőben a következő országoktól: Belgium, Észtország, Izrael, Litvánia és Spanyolország

## Háttér
| Év   | Rendező    | Kommentátor                              | Pontbejelentő         |
| ---- | ---------- | ---------------------------------------- | --------------------- |
| 1992 | Malmö      | John Ilija Apelgren                      | Nem vettek részt      |
| 1993 | Millstreet | Antonio Dimitrievski és Ivan Mircevski   | Nem vettek részt      |
| 1994 | Dublin     | Milanka Rašik                            | Nem vettek részt      |
| 1995 | Dublin     | Vlado Janevski                           | Nem vettek részt      |
| 1996 | Oslo       | Vlado Janevski                           | Nem vettek részt      |
| 1997 | Dublin     | Dragan B. Kostik                         | Nem vettek részt      |
| 1998 | Birmingham | Milanka Rašik                            | Evgenija Teodosievska |
| 1999 | Jeruzsálem | Ivan Mircevski                           | Nem vettek részt      |
| 2000 | Stockholm  | Milanka Rašik                            | Sandra Todorovska     |
| 2001 | Koppenhága | Milanka Rašik                            | Nem vettek részt      |
| 2002 | Tallinn    | Milanka Rašik                            | Biljana Debarlieva    |
| 2003 | Riga       | Milanka Rašik                            | Nem vettek részt      |
| 2004 | Isztambul  | Ivan Mircevski                           | Karolina Petkovska    |
| 2005 | Kijev      | Ivan Mircevski                           | Karolina Gočeva       |
| 2006 | Athén      | Karolina Petkovska                       | Martin Vučić          |
| 2007 | Helsinki   | Milanka Rašik                            | Elena Risteska        |
| 2008 | Belgrád    | Milanka Rašik                            | Ognen Janeski         |
| 2009 | Moszkva    | Karolina Petkovska                       | Frosina Josifovska    |
| 2010 | Oslo       | Karolina Petkovska                       | Milica Roštikjl       |
| 2011 | Düsseldorf | Eli Tanaskovska                          | Kristina Talevska     |
| 2012 | Baku       | Karolina Petkovska                       | Kristina Talevska     |
| 2013 | Malmö      | Karolina Petkovska                       | Dimitar Atanasovski   |
| 2014 | Koppenhága | Karolina Petkovska                       | Marko Mark            |
| 2015 | Bécs       | Karolina Petkovska                       | Marko Mark            |
| 2016 | Stockholm  | Karolina Petkovska                       | Dijana Gogova         |
| 2017 | Kijev      | Karolina Petkovska                       | Ilija Grujoski        |
| 2018 | Lisszabon  | Karolina Petkovska                       | Jana Burčeska         |
| 2019 | Tel-Aviv   | Toni Cifrovski                           | Nikola Trajkovski     |
| 2021 | Rotterdam  | Eli Tanaskovska                          | Vane Markoski         |
| 2022 | Torino     | Eli Tanaskovska                          | Jana Burčeska         |
| 2023 | Liverpool  | Eli Tanaskovska és Aleksandra Jovanovska | Nem vettek részt      |
| 2024 | Malmö      | Aleksandra Jovanovska                    | Nem vettek részt      |
| 2025 | Bázel      | Aleksandra Jovanovska                    | Nem vettek részt      |

## Díjak

### Barbara Dex-díj
| Év   | Előadó       | Dal            | Eredmény az Eurovízión | Eredmény az Eurovízión | Helyszín              |
| Év   | Előadó       | Dal            | Helyezés               | Pontszám               | Helyszín              |
| ---- | ------------ | -------------- | ---------------------- | ---------------------- | --------------------- |
| 2005 | Martin Vučić | Make My Day    | 17.                    | 52                     | Ukrajna, Kijev        |
| 2018 | Eye Cue      | Lost and Found | 18. (elődöntő)         | 24                     | Portugália, Lisszabon |

### ESC Radio Awards
| Kategória          | Év   | Előadó          | Dal   | Eredmény az Eurovízión | Eredmény az Eurovízión | Helyszín         |
| Kategória          | Év   | Előadó          | Dal   | Helyezés               | Pontszám               | Helyszín         |
| ------------------ | ---- | --------------- | ----- | ---------------------- | ---------------------- | ---------------- |
| Legjobb női előadó | 2019 | Tamara Todevska | Proud | 7.                     | 305                    | Izrael, Tel-Aviv |

## Galéria

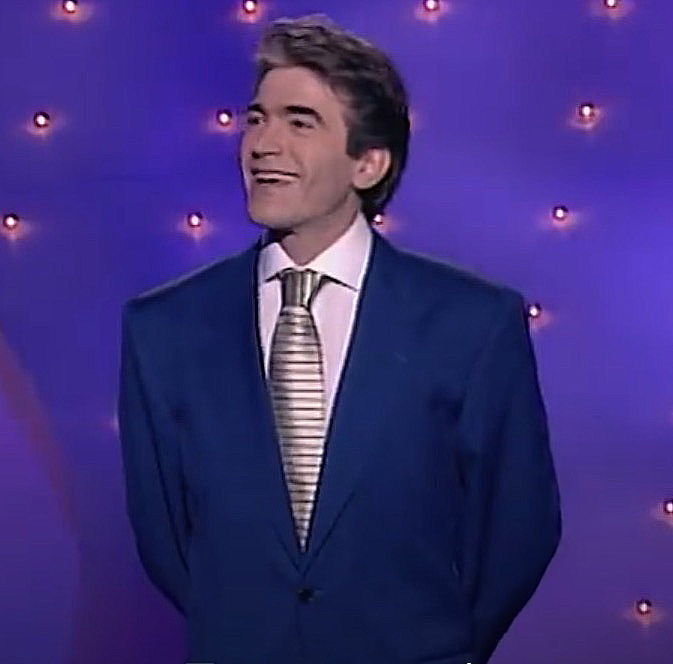
Vlado Janevski Birminghamben (1998)
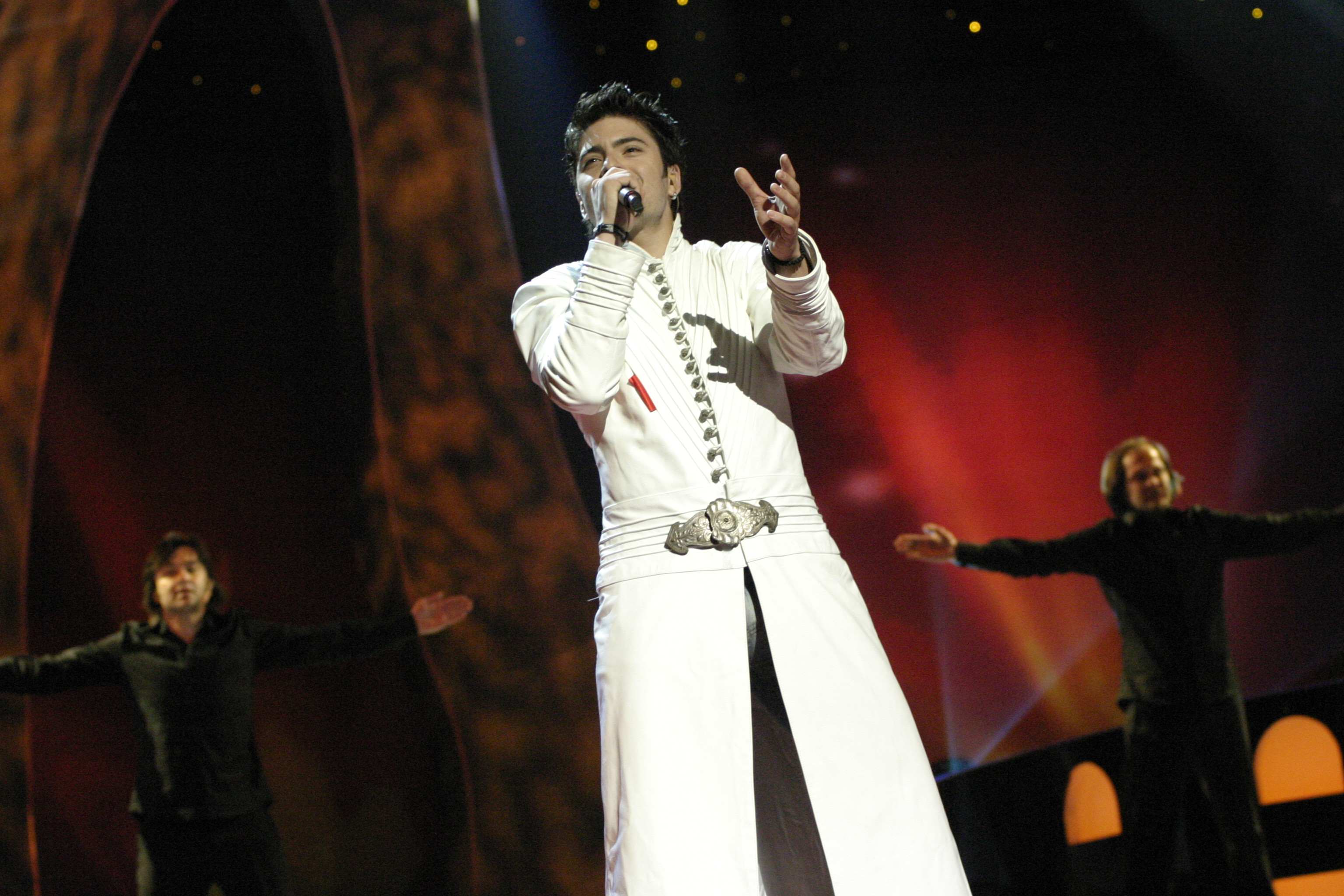
Toše Proeski Isztambulban (2004)
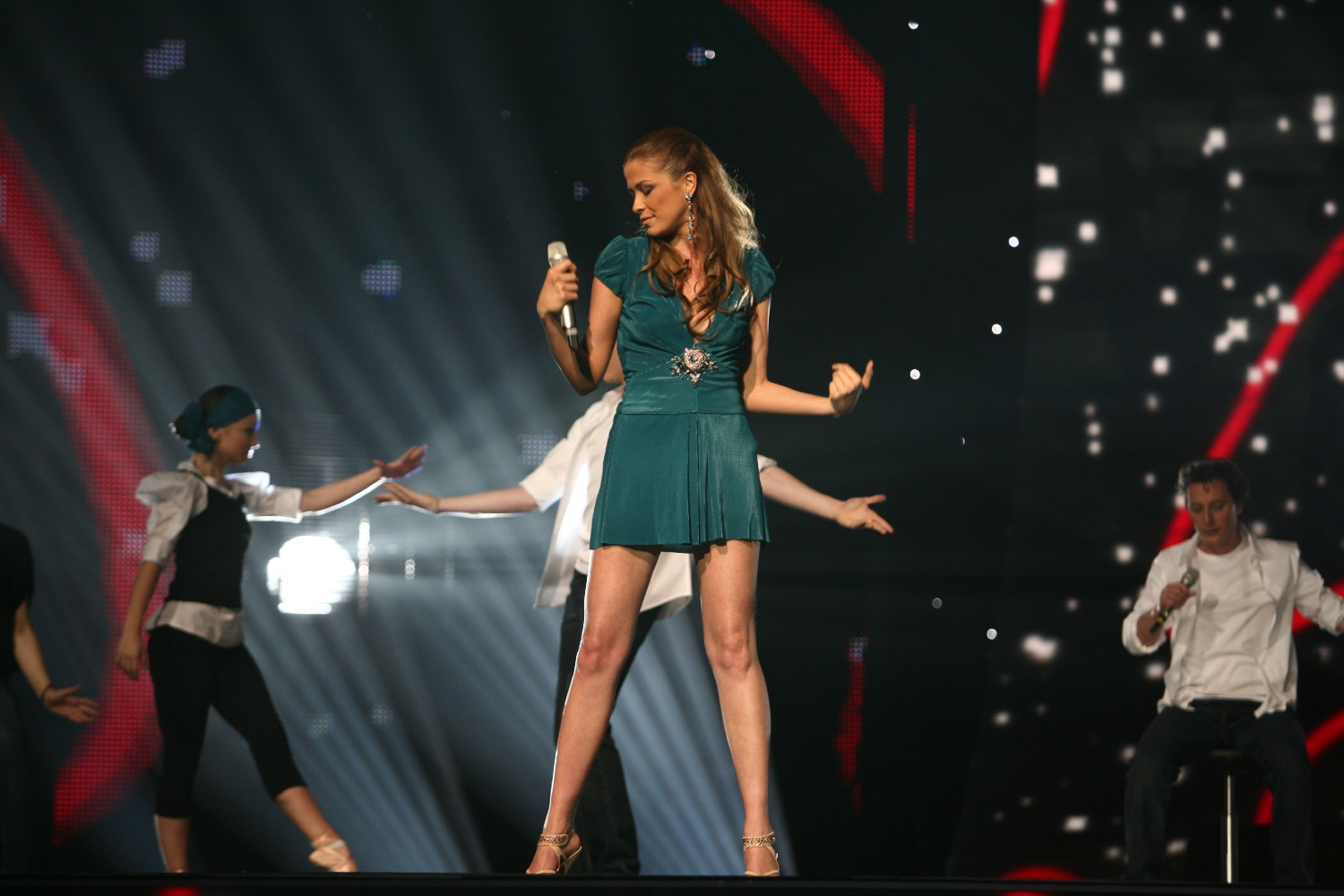
Karolina Helsinkiben (2007)
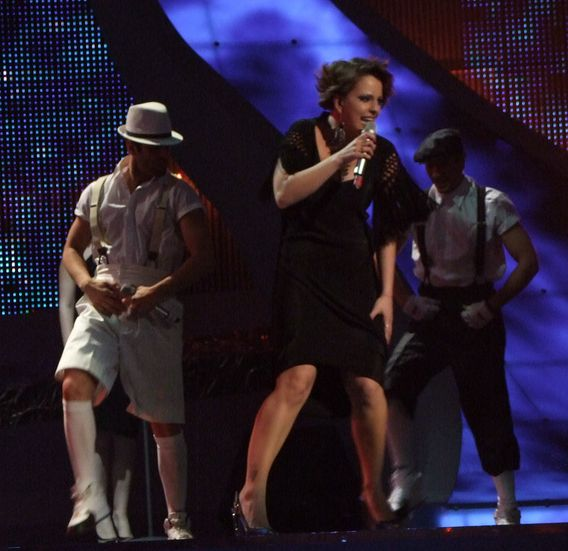
Tamara, Vrčak and Adrian Belgrádban (2008)
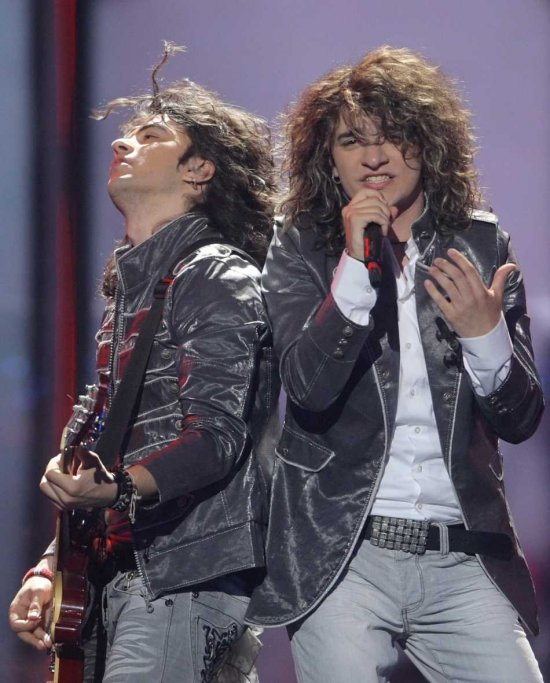
Next Time Moszkvában (2009)
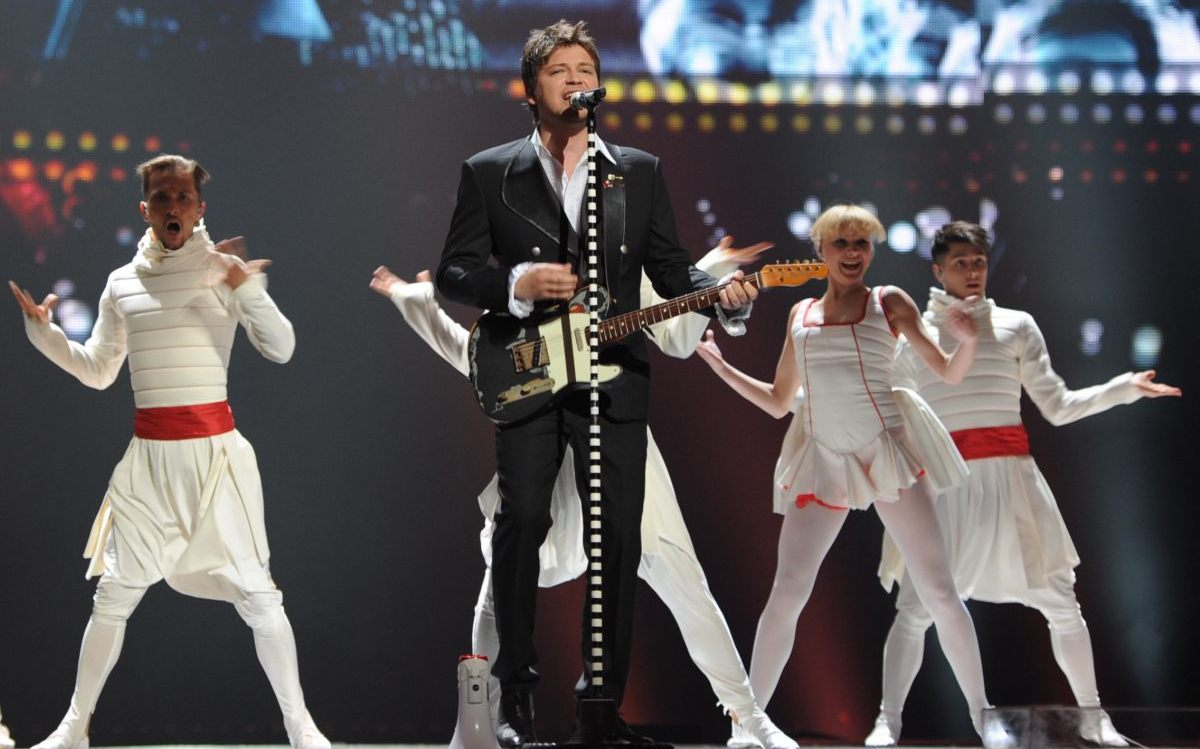
Vlatko Ilievski Düsseldorfban (2011)
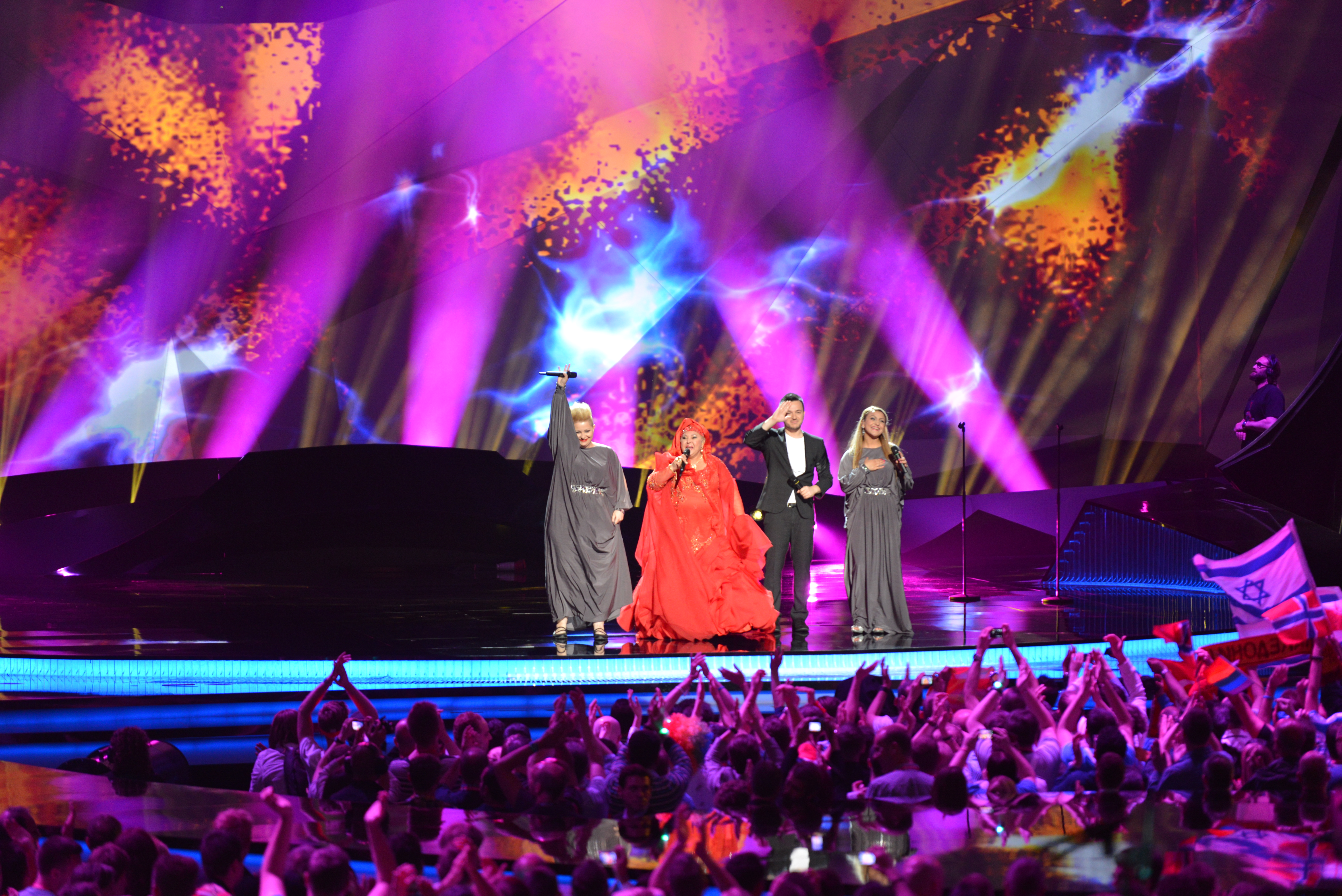
Esma és Lozano Malmőben (2013)
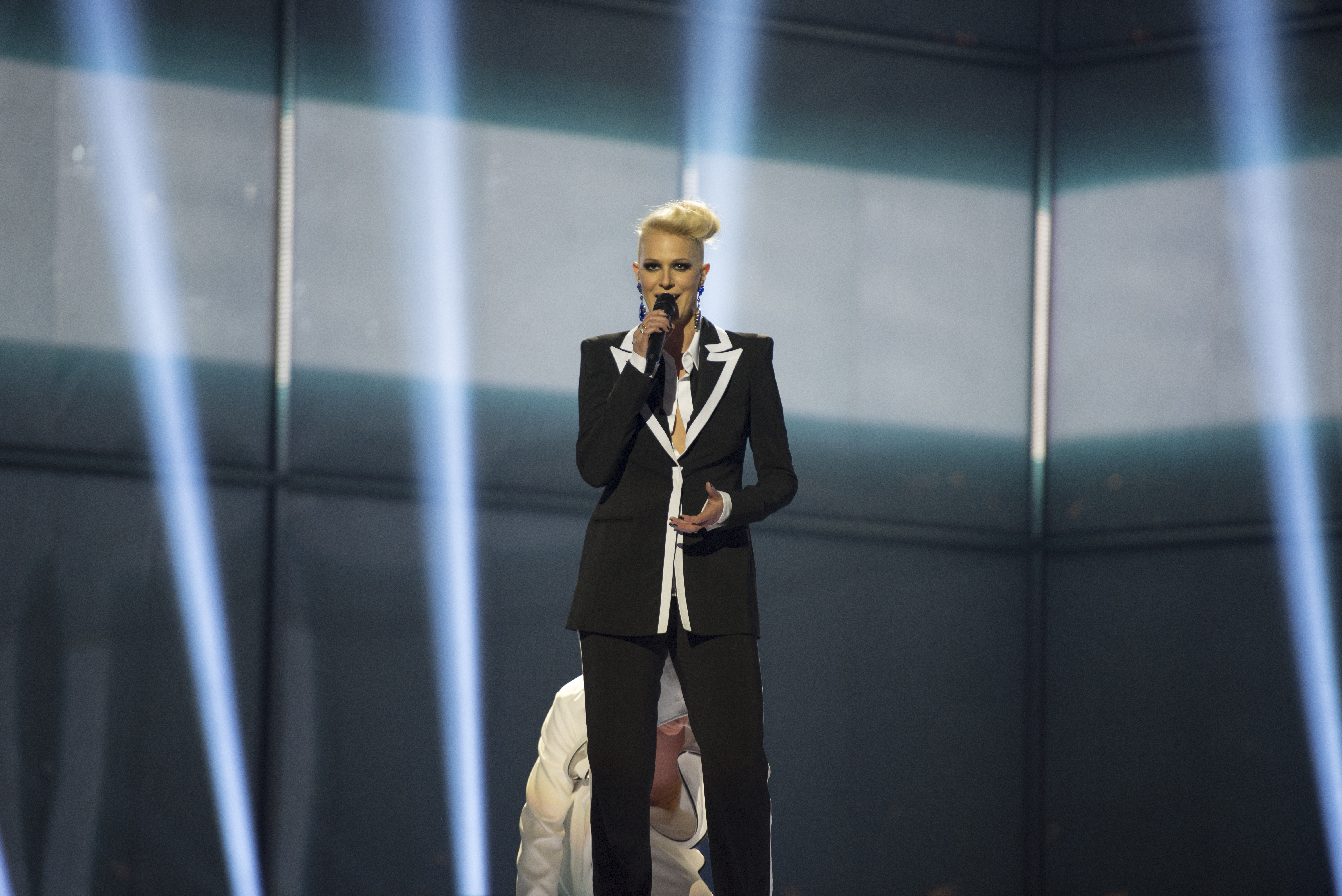
Tijana Koppenhágában (2014)
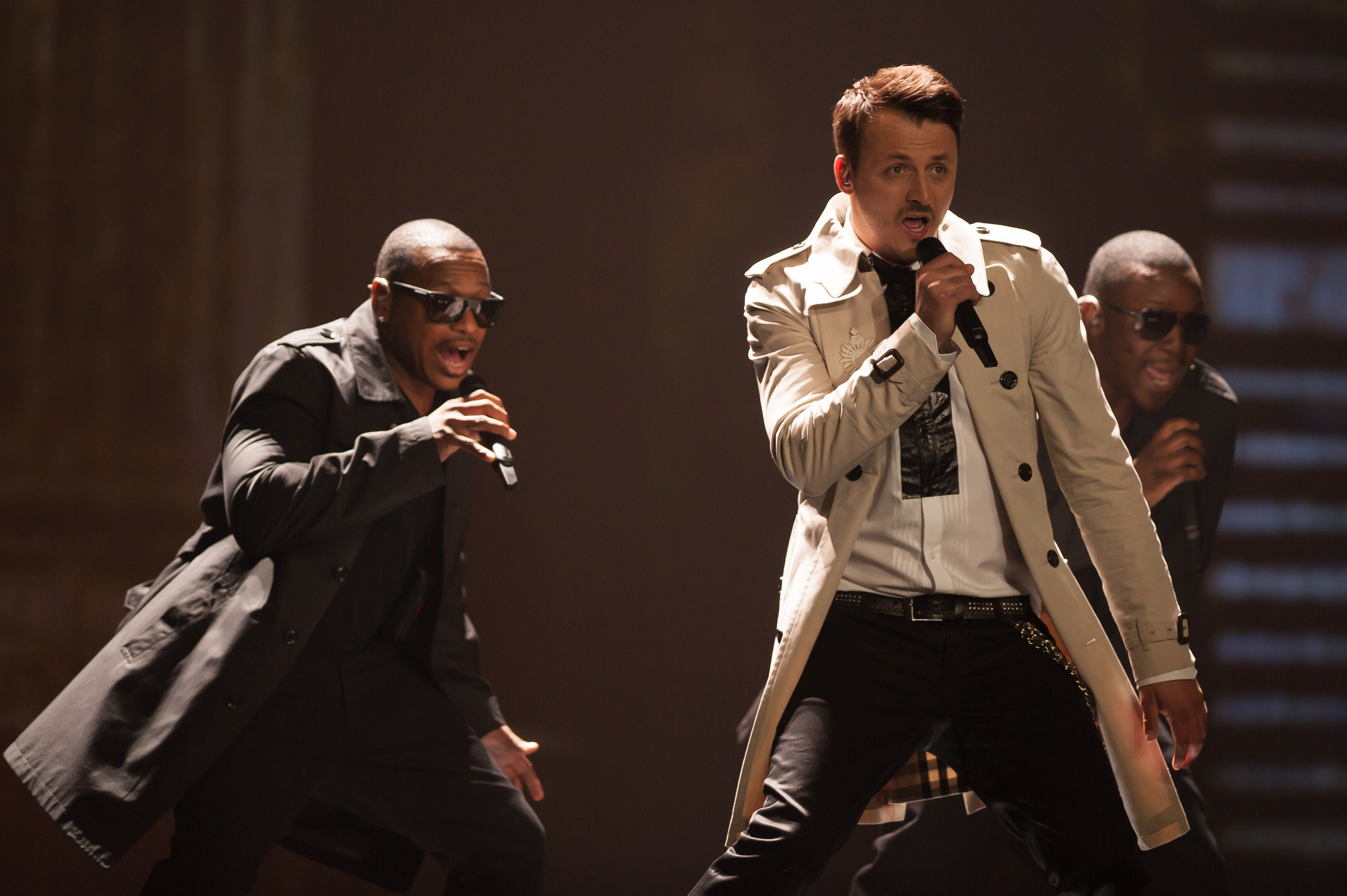
Daniel Kajmakoski Bécsben (2015)
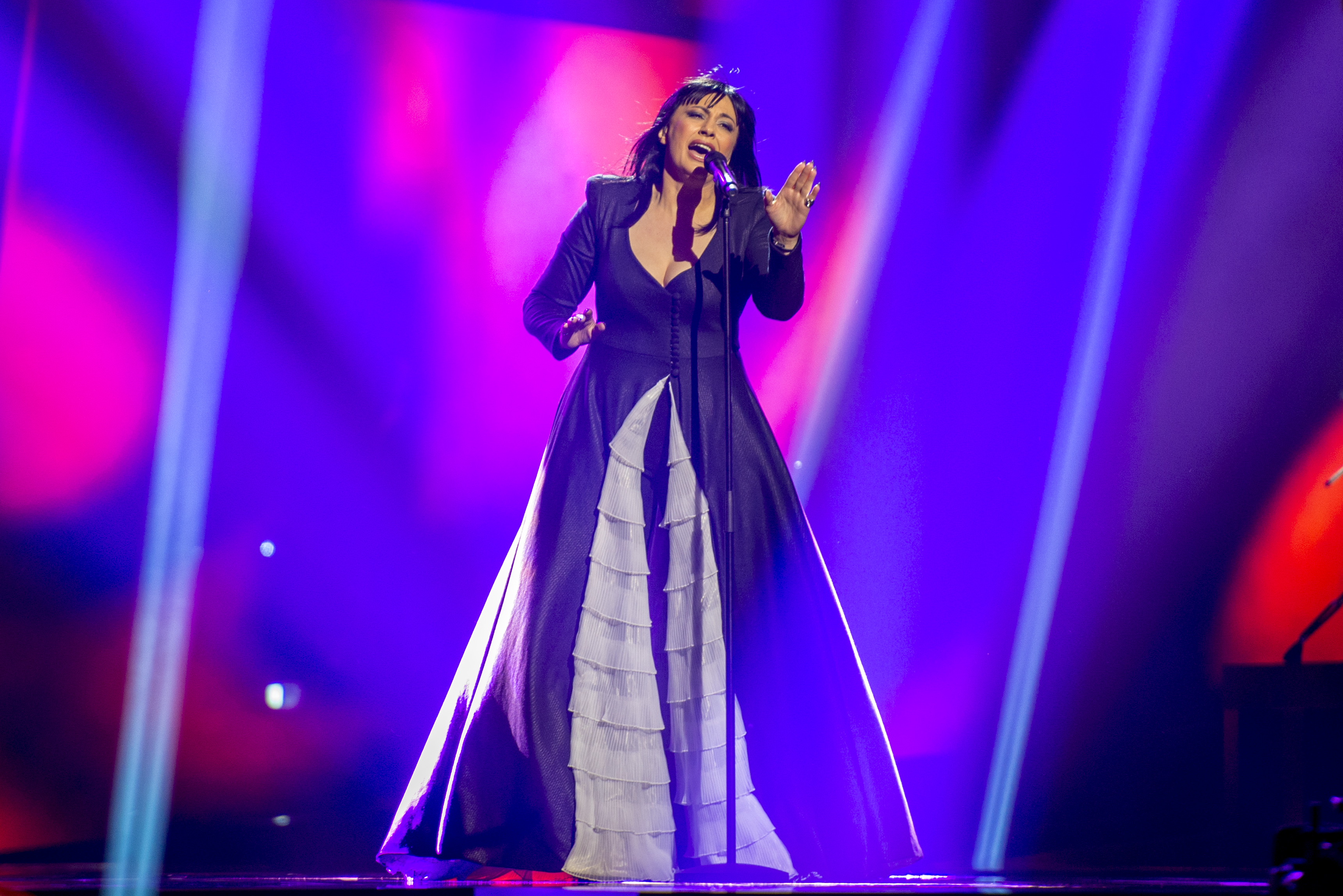
Kaliopi Stockholmban (2016)
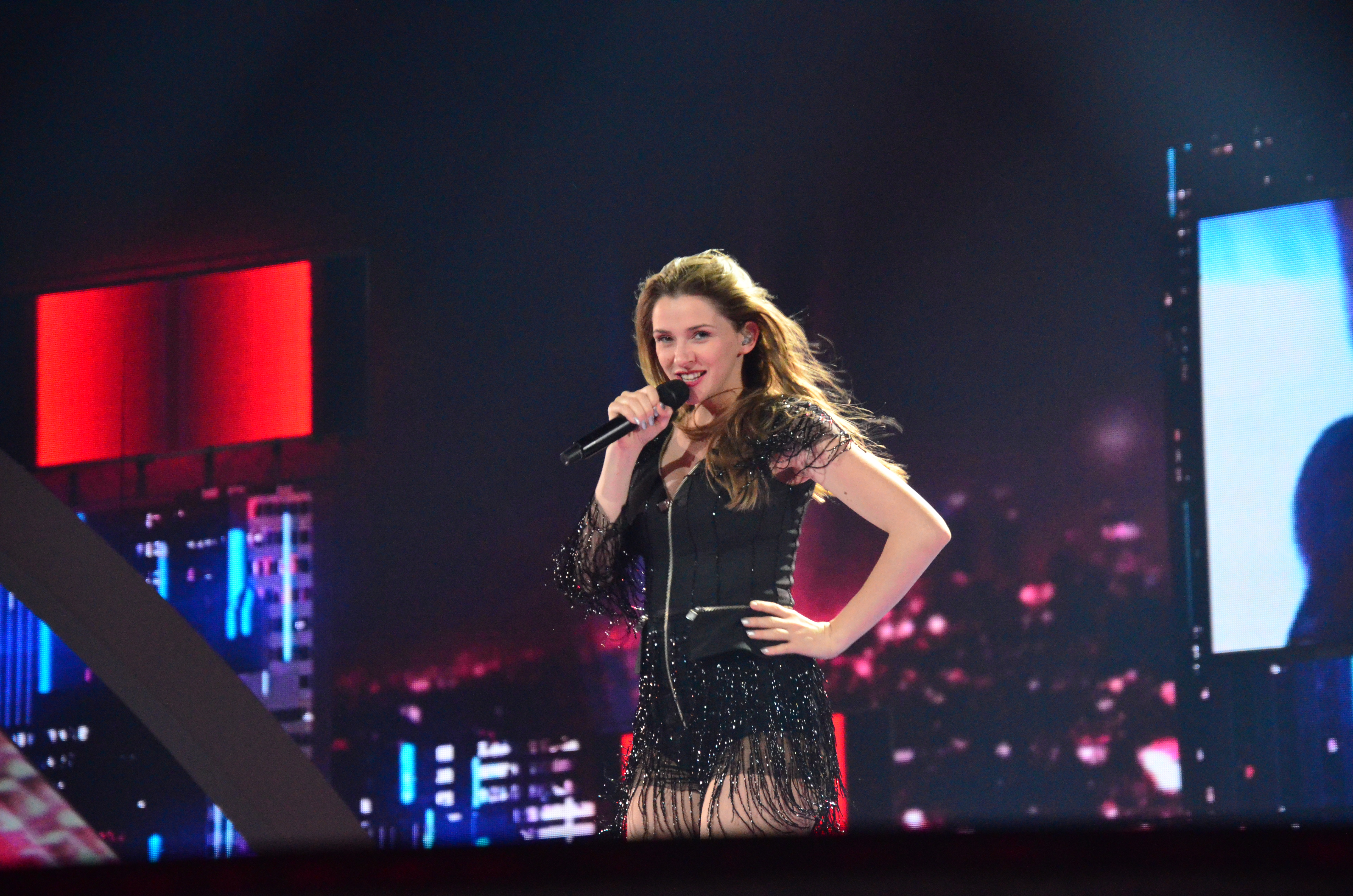
Jana Burčeska Kijevben (2017)
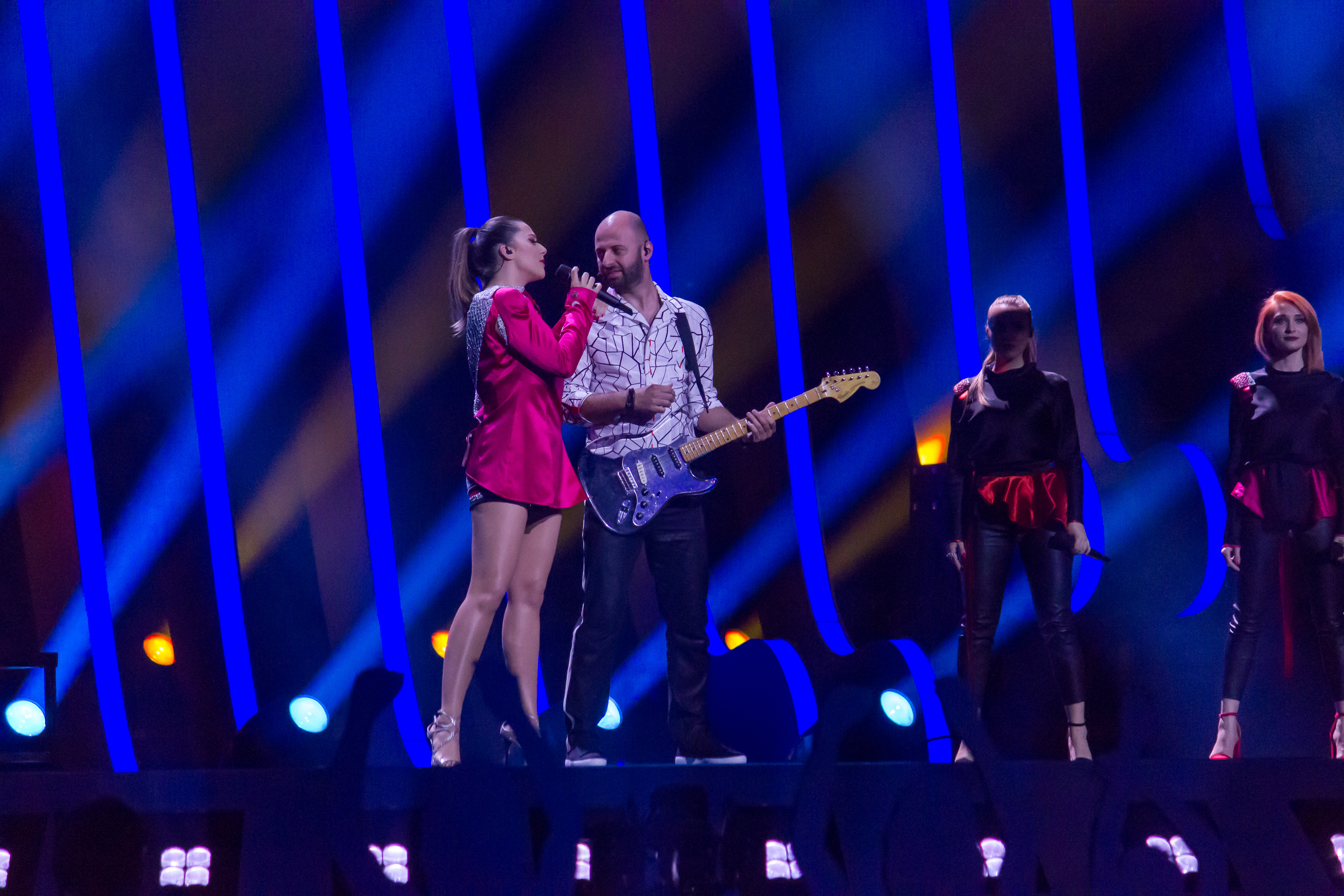
Az Eye Cue Lisszabonban (2018)
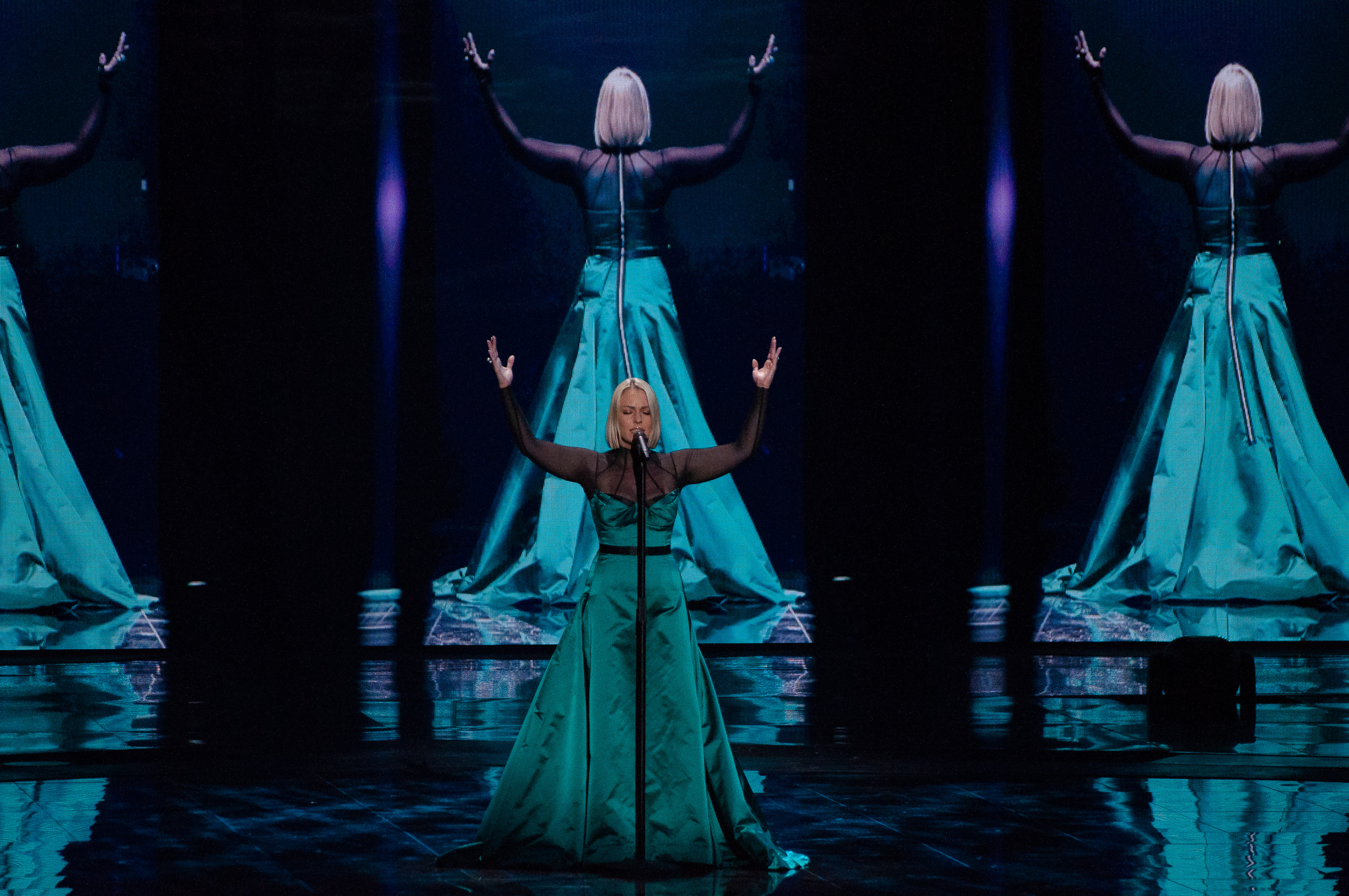
Tamara Todevska Tel-Avivban (2019)
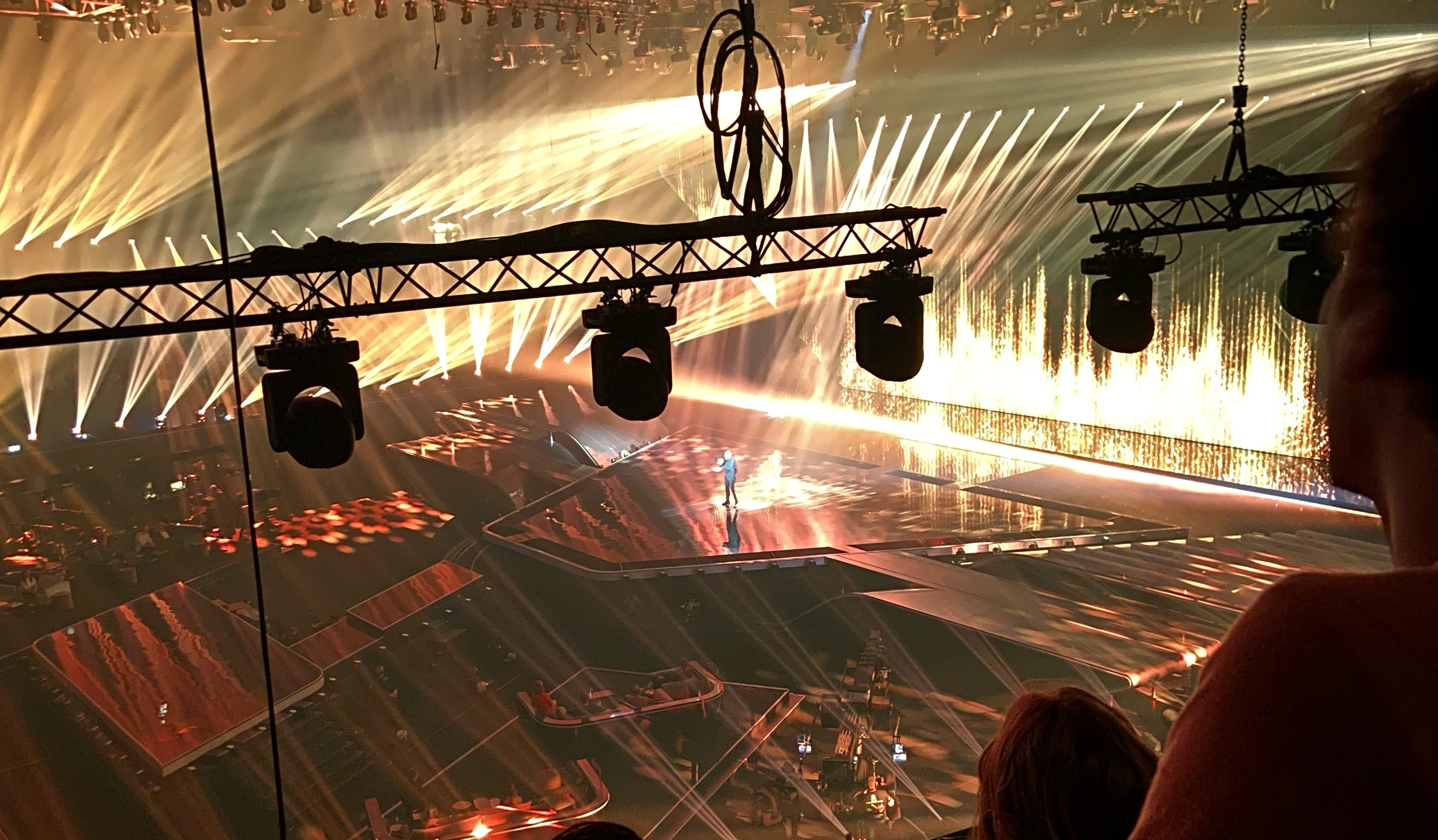
Vasil Rotterdamban (2021)
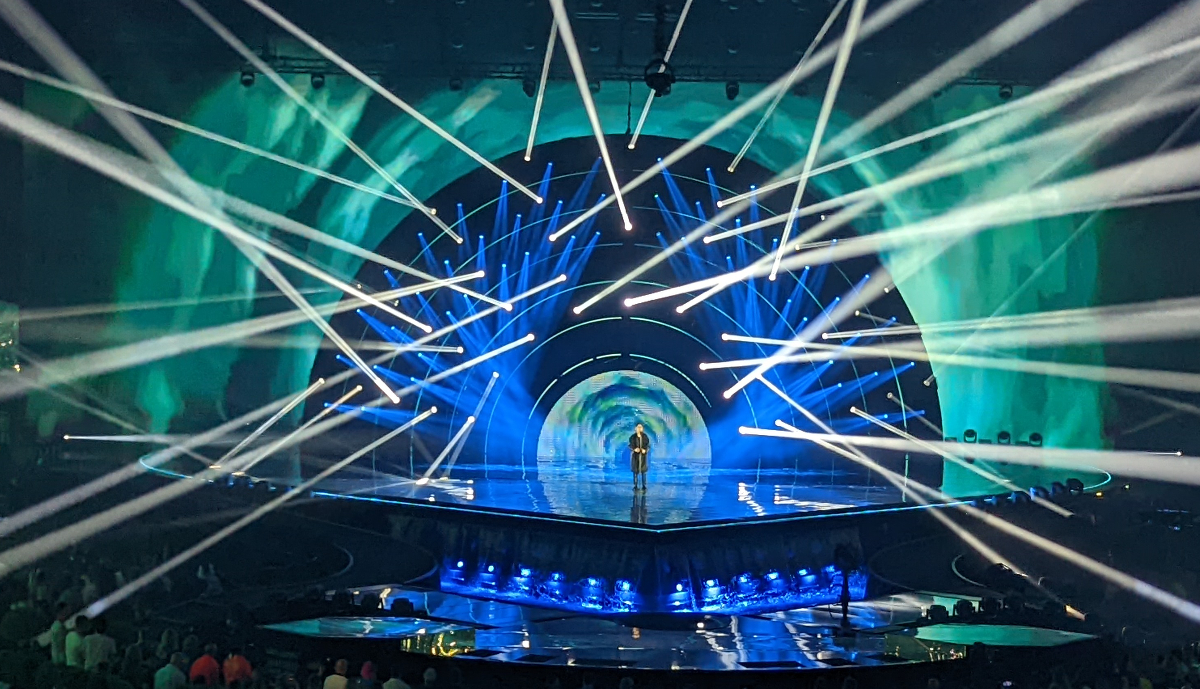
Andrea Torinóban (2022)

## Lásd még
- Jugoszlávia az Eurovíziós Dalfesztiválokon
- Észak-Macedónia a Junior Eurovíziós Dalfesztiválokon

## További információ
- Észak-Macedónia profilja a eurovision.tv-n